# Shamshi-Adad II
Shamshi-Adad II, rey de Asiria (1585 a. C. - 1580 a. C.).
Hijo del rey Kidin-Ninua, sucedió en el trono a su hermano Erishum III, aunque la Crónica real asiria le hace su hijo. Se le atribuyen seis años de reinado.
Le sucedió su hijo Ishme-Dagan II.
| Predecesor: Erishum III | Rey de Asiria 1585 a. C.-1580 a. C. | Sucesor: Ishme-Dagan II |